# Ngô Minh Châu
Ngô Minh Châu (sinh ngày 5 tháng 4 năm 1964) là một chính trị gia người Việt Nam, tướng lĩnh Công an nhân dân Việt Nam, cấp bậc Thiếu tướng. Ông hiện là Thành ủy viên, Trưởng ban Nội chính Thành ủy Thành phố Hồ Chí Minh.
Ông nguyên là Phó Chủ tịch Ủy ban nhân dân Thành phố Hồ Chí Minh, đại biểu quốc hội Việt Nam khóa XIV nhiệm kì 2016-2021, thuộc đoàn đại biểu quốc hội Thành phố Hồ Chí Minh, Phó Bí thư Đảng uỷ, Phó Giám đốc Công an Thành phố Hồ Chí Minh.

## Xuất thân
Ngô Minh Châu sinh ngày 5 tháng 4 năm 1964 ở Xã Bình Chánh, huyện Bình Chánh, Thành phố Hồ Chí Minh.

## Giáo dục
- Giáo dục phổ thông: 12/12
- Đại học An ninh nhân dân
- Đại học Kinh tế
- Thạc sĩ Luật
- Cử nhân lí luận chính trị

## Sự nghiệp
12/1981~10/1987: Ông là học viên Trường Bổ túc Văn hóa - Ngoại ngữ, Công an Thành phố Hồ Chí Minh. Đến tháng 10 năm 1982, Ông thi đỗ vào Trường Đại học An ninh Nhân dân, ở Hà Nội
11/1987~03/2000:Ông công tác tại Công an Quận 8, Thành phố Hồ Chí Minh, lần lượt giữ các chức vụ Cán bộ Đội An ninh Nhân dân, Phó Đội trưởng Đội An ninh Nhân dân; Phó Trưởng Công an kiêm Phó Bí thư Đảng ủy Công an quận 8
30/12/1988: Ông gia nhập Đảng Cộng sản Việt Nam.
03/2000~09/2002: Ông là Chi ủy viên, Phó Trưởng phòng Bảo vệ Chính trị 1, Công an thành phố.
09/2002~02/2003: Ông là Phó Trưởng Công an quận 8, Bí thư Đảng ủy Công an quận 8
02/2003~05/2007: Ông là Ủy viên Ban Thường vụ Quận ủy, Bí thư Đảng ủy, Trưởng Công an quận 8
05/2007~12/05/2011: Ông là Ủy viên Ban Thường vụ Đảng ủy, Phó Giám đốc Công an thành phố
Năm 2011, ông được Ủy ban Mặt trận Tổ quốc Việt Nam Thành phố Hồ Chí Minh giới thiệu ra ứng cử Đại biểu Hội đồng nhân dân thành phố khóa VIII (nhiệm kỳ 2011-2016), đơn vị bầu cử số 9: Quận 8.
Đại biểu Hội đồng nhân dân Thành phố Hồ Chí Minh khoá VIII nhiệm kỳ 2011-2016.
Năm 2013, ông mang quân hàm Đại tá, Phó giám đốc Công an Thành phố Hồ Chí Minh.
Ông từng là Thiếu tướng Công an nhân dân, Thành ủy viên, Phó Bí thư Đảng ủy, Chủ nhiệm Ủy ban Kiểm tra Đảng ủy, Phó Giám đốc Công an Thành phố Hồ Chí Minh.
Ngày 11 tháng 5 năm 2019, tại kỳ họp thứ 14 (kỳ họp bất thường) của Hội đồng nhân dân Thành phố Hồ Chí Minh khoá 9, Ngô Minh Châu được bầu giữ chức vụ Phó chủ tịch Ủy ban nhân dân Thành phố Hồ Chí Minh nhiệm kỳ 2016-2021 phụ trách lĩnh vực nội chính thay ông Huỳnh Cách Mạng.
Ngày 11 tháng 6 năm 2019, Thứ trưởng Nguyễn Văn Thành đã trao quyết định của Bộ trưởng Bộ Công an về việc cán bộ chuyển ngành đối với ông và đến nhận công tác, giữ chức vụ Phó Chủ tịch Ủy ban nhân dân Thành phố Hồ Chí Minh.
Ngày 19 tháng 5 năm 2024, Bí thư Thành ủy TP.HCM Nguyễn Văn Nên đã trao quyết định của Ban Thường vụ Thành ủy TP.HCM về điều động, phân công ông làm Trưởng ban Nội chính Thành ủy TP.HCM đến khi nghỉ hưu.

## Đại biểu Quốc hội Việt Nam khóa XIV nhiệm kì 2016-2021
Ông đã trúng cử đại biểu quốc hội năm 2016 ở đơn vị bầu cử số 10, Thành phố Hồ Chí Minh (gồm quận 8 và huyện Bình Chánh) với tỉ lệ 63,18% số phiếu.

## Lịch sử thụ phong quân hàm
| Năm thụ phong | –      | 2018        |
| ------------- | ------ | ----------- |
| Quân hàm      |        |             |
| Cấp bậc       | Đại tá | Thiếu tướng |

## Phong tặng
- Huy chương "Chiến sĩ vẻ vang" hạng Nhất